# Гусєв Ролан Олександрович
Гу́сєв Рола́н Олекса́ндрович (* 17 вересня 1977, Ашхабад) — російський футболіст, колишній півзахисник київського «Арсенала», колишній гравець збірної Росії.

## Клубна кар'єра
Вихованець СДЮШОР московського «Динамо». В основній команді цього клубу грав з 1997 по 2001 рік.
З 2002 року виступав за московський ЦСКА, у складі якого тричі вигравав чемпіонат Росії, чотири рази — Кубок Росії, а 2005 року став володарем Кубку УЄФА. Усього в чемпіонаті Росії провів 270 матчів, відзначився 55 забитими голами. 2002 року, забивши 15 м'ячів у ворота супротивників, став найкращим бомбардиром чемпіонату Росії (разом з Дмитром Кириченком).
Восени 2007 року уклав трирічний контракт з дніпропетровським «Дніпром». З початку 2009 року на правах оренди виступав у складі київського «Арсенала». Після двох сезонів, проведених у Києві на орендних правах, після завершення терміну контракту з «Дніпром» у грудні 2010 залишився в «Арсеналі», уклавши з клубом повноцінний контракт на правах вільного агента.

## Виступи за збірну
Протягом 1998—1999 років викликався до Олімпійської збірної Росії, у складі якої провів 10 матчів, відзначившись 5-ма забитими голами.
31 травня 2000 року — дебют у складі національної збірної Росії (гра зі збірною Словаччини, нічия 1:1). Усього за головну команду країни провів 31 матч, має на рахунку один забитий гол (13 лютого 2003 року у ворота збірної Румунії). Входив до складу збірної Росії на чемпіонаті Європи 2004 року, взяв участь у двох матчах фінальної частини турніру.

## Досягнення
- Володар Кубка УЄФА 2004-05;
- Триразовий чемпіон Росії: 2003, 2005, 2006;
- Чотириразовий володар Кубка Росії: 2001-02, 2004-05, 2005-06, 2007-08;
- Триразовий володар Суперкубка Росії: 2004, 2006, 2007;
- Найкращий бомбардир чемпіонату Росії: 2002
- Нагороджений Орденом Дружби (2006).